# Юнг, Энтони
Энтони Юнг (нем. Anthony Jung; 3 ноября 1991, Вильяхойоса, Испания) — немецкий футболист, левый защитник клуба «Фрайбург».

## Карьера игрока
Свою футбольную карьеру Юнг начал в юношеских футбольных школах Висбадена, после чего в 2005 году поступил в молодёжную академию франкфуртского «Айнтрахта», выступая во время обучения в юношеских Бундеслигах до 17 и до 19 лет. В 2010 году по возрасту Энтони был переведён во вторую команду «Айнтрахта» и принимал участие в играх южной Регионаллиги. В январе 2012 года он был вызван Армином Фе на катарский сбор команды для подготовки ко второму кругу чемпионата, но так за полгода и не получил возможности появиться на поле в Бундеслиге.
5 августа 2012 года Юнг перешёл как свободный агент в стан принципиального соперника «Айнтрахта» — «Франкфурта». В первом же туре сезона 2012/13 Энтони дебютировал на профессиональном уровне против клуба «Зандхаузен». Тем не менее закрепиться в основном составе команды Энтони не удалось, и вторую половину сезона он выступал за вторую команду своего нового клуба.
20 июня 2013 года Юнг заключил контракт с новичком Третьей Лиги «РБ Лейпциг» до лета 2016 года. За три сезона вместе с командой Энтони сумел выйти по итогам сезона 2015/16 в первую Бундеслигу. 22 мая 2015 года его контракт с «РБ Лейпциг» был продлён до лета 2019 года.
4 августа 2016 года Юнг был отдан в аренду в «Ингольштадт 04», где 1 октября 2016 года он дебютировал в Бундеслиге в домашнем матче против «Хоффенхайма».
Сезон 2017/18 Юнг провёл в датском клубе «Брондбю», за который выступал на правах аренды. После завершения аренды «Брондбю» договорился о полноценном трансфере игрока и заключил с ним контракт на три года.